# Paul Périgord
Pour les articles homonymes, voir Périgord (homonymie).
Paul Hélie Périgord (né le 25 novembre 1882 à Saint-Lys, mort le 4 novembre 1959 à Nyack, État de New York) était un romaniste américain d'origine française.

## Biographie
Paul Périgord commence ses études à Toulouse, avant de partir pour les États-Unis en 1902 et d'enseigne l'éthique au séminaire de Saint-Paul (Minnesota) de 1907 à 1914. En 1912, il obtient sa maîtrise à l'université de Chicago avec une thèse sur l'action sociale catholique en France. En 1913, il obtient une deuxième maîtrise de l'université Columbia et poursuit ses études à l'université Harvard. Lorsque la guerre éclate en 1914, il se porte volontaire et est promu capitaine d'infanterie. Après avoir été blessé à la bataille de Verdun, il devient instructeur militaire.
De 1919 à 1924, il enseigne l'histoire européenne au California Institute of Technology. En 1923, il obtient la nationalité américaine. En 1924, il obtient son doctorat de l'université du Minnesota avec une thèse sur l'organisation internationale du travail (A study of labour and capital in cooperation, New York, 1926). Il est professeur d'études culturelles françaises à l'université de Californie à Los Angeles de 1924 à 1947 (il est doyen de 1931 à 1932), puis de 1947 à 1950 au même titre à l'université de Californie à Santa Barbara. En 1950, il se rend en Haïti et publie un journal de son voyage. 
A la demande de Woodrow Wilson, Périgord donna des conférences dans toutes les grandes villes des États-Unis en soutien à la Société des Nations. Il était chevalier de la Légion d'honneur.